# Kościół Wniebowstąpienia Pańskiego w Starym Dzierzgoniu
Kościół Wniebowstąpienia Pańskiego – rzymskokatolicki kościół parafialny należący do parafii pod tym samym wezwaniem (dekanat Dzierzgoń diecezji elbląskiej).

## Historia i architektura
Jest to gotycka świątynia wzniesiona w latach 1350–60. Została wzniesiona z cegły, posiada jedną nawę, nakrywa ją dach dwuspadowy. Od strony zachodniej do kościoła jest dostawiona potężna wieża na planie kwadratu, nakryta dachem namiotowym. Przy elewacji wschodniej, ozdobionej szczytem schodkowym, jest umieszczona zakrystia. Wyposażenie wnętrza reprezentuje styl neogotycki. Z powodu zamieszkiwania w tych okolicach znacznej liczby ludności polskiej, w XVII-XVIII wieku nabożeństwa w kościele były odprawiane w języku polskim. Po sekularyzacji Prus świątynia została zajęta przez protestantów, powróciła do katolików w 1945 roku, natomiast w dniu 8 grudnia 1958 roku została powtórnie poświęcona.